# Nürnberg (tàu tuần dương Đức)
Nürnberg là một tàu tuần dương hạng nhẹ của Hải quân Đức thuộc lớp Leipzig vốn còn bao gồm tàu tuần dương Leipzig. Được đặt tên theo thành phố Nuremberg, nó đã hoạt động trong Chiến tranh Thế giới thứ hai, và sau chiến tranh bị Liên Xô chiếm như một chiến lợi phẩm, đổi tên thành Admiral Makarov và tiếp tục hoạt động cho đến khi bị tháo dỡ vào năm 1959.

## Lịch sử hoạt động
Trong khi bảo vệ cho các hoạt động rải mìn ngoài khơi bờ biển Bắc Hải của Anh Quốc, Nürnberg cùng với tàu chị em Leipzig trúng phải ngư lôi phóng từ tàu ngầm Salmon của Hải quân Anh trong đêm 12-13 tháng 12 năm 1939 và bị hư hại nặng. Công việc sửa chữa nó kéo dài cho đến tháng 5 năm 1940, khiến nó không thể tham gia Chiến dịch Na Uy. Từ tháng 7 năm 1940 đến tháng 1 năm 1945, Nürnberg phục vụ luân phiên ngoài khơi bờ biển Na Uy và tại vùng biển nhà của Đức. Vào cuối chiến tranh, nó đầu hàng tại Copenhagen, Đan Mạch.
Được xem là một chiến lợi phẩm dành cho Hải quân Liên Xô, Nürnberg được đưa vào danh sách tàu chiến Xô Viết vào ngày 5 tháng 11 năm 1945 và được phân bổ về Hạm đội Baltic. Vào tháng 1 năm 1946, nó cùng với năm tàu chiến nguyên của Đức khác: tàu khu trục Erich Steinbrinck, các tàu phóng lôi T33 và T107, thông báo hạm Blitz và tàu mục tiêu Hessen, một thiết giáp hạm thời Chiến tranh Thế giới thứ nhất đã bị giải giáp, lên đường đi đến Libau (Liepāja), lúc đó thuộc nước Cộng hòa Xô viết Latvia. Khi đến nơi vào ngày 5 tháng 1 năm 1946, Nürnberg được đổi tên thành Admiral Makarov (Адмирал Макаров), theo tên vị Đô đốc Stepan Makarov đã tử trận trong cuộc Chiến tranh Nga-Nhật năm 1904, và được xếp lớp thành một tàu tuần dương hạng nhẹ. Nó phục vụ như là soái hạm của Hạm đội 8 (Hạm đội Bắc Baltic) đặt căn cứ tại Tallinn cho đến năm 1955. Sau khi các nồi hơi chính bị hư hỏng vào ngày 21 tháng 2 năm 1957, nó được xếp lại lớp thành một tàu tuần dương huấn luyện đặt căn cứ tại Kronstadt, và đến ngày 20 tháng 2 năm 1959 được rút khỏi danh sách đăng bạ tàu hải quân và bị tháo dỡ.

## Những hình ảnh

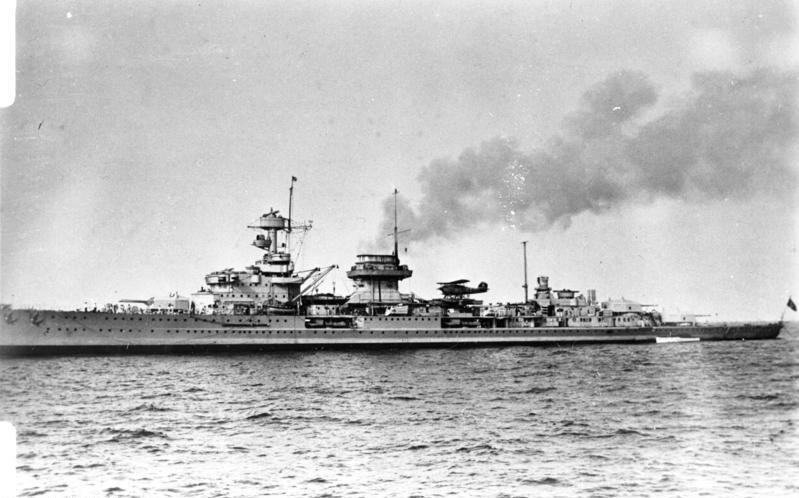
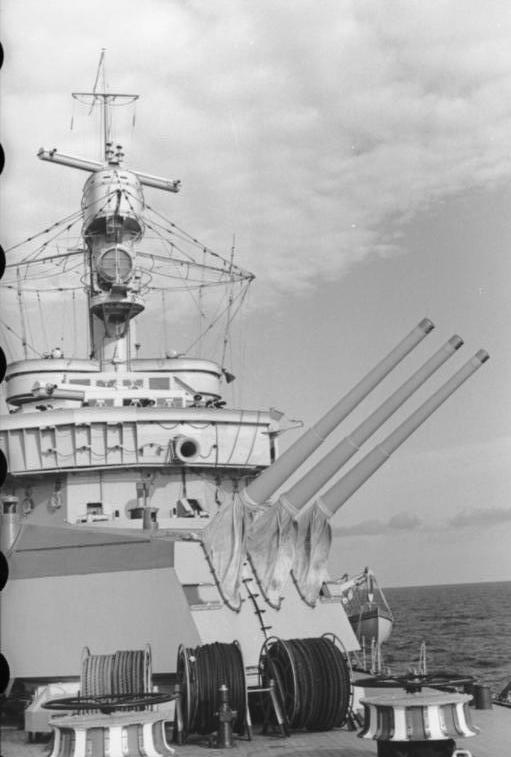